# 東拿騷 (紐約州)
東拿騷（英語：East Nassau）是位於美國紐約州倫塞勒縣的村。

## 人口
根據2020年美國人口普查的數據，東拿騷的面積為12.62平方千米，當中陸地面積為12.59平方千米，而水域面積為0.02平方千米。當地共有人口559人，而人口密度為每平方千米44人。